# مات كراوتش
مات كراوتش (بالإنجليزية: Matthew Crouch)‏ هو مخرج أمريكي، ولد في 26 أكتوبر 1961 في مسكيغون في الولايات المتحدة.

## وصلات خارجية
- مات كراوتش على موقع IMDb (الإنجليزية)
- مات كراوتش على موقع ألو سيني (الفرنسية)
- مات كراوتش على موقع أول موفي (الإنجليزية)
- مات كراوتش على موقع قاعدة بيانات الفيلم (الإنجليزية)
- مات كراوتش على موقع كينوبويسك (الروسية)